# 한국진
한국진(1979년 7월 25일 ~ )은 대한민국의 배우이다.

## 출연작

### 영화
- 《부라더》 (2017년) - 신씨 역
- 《스플릿》 - 금목걸이 일행 1 역
- 《위대한 소원》 (2016년) - 담임선생님 역
- 《타투》 (2015년) - 튜닝샵주인 1 역
- 《돌연변이》 (2015년) - 화장실남 역
- 《서부전선》 - 남복소대원 2 역
- 《사도》 (2015년) - 나내관 역
- 《미쓰 와이프》 (2015년) - 형사 1 역
- 《무뢰한》 (2015년) - 쪽방사내 1 역
- 《기술자들》 (2014년) - 종배 검거 형사 역
- 《레드카펫》 (2014년) - 청년회장 역
- 《스톤》 (2014년) - 포기각서채무남 역
- 《조선미녀삼총사》 (2014년) - 맹가 동료 역
- 《들개들》 (2014년) - 흥신소사장 역
- 《피끓는 청춘》 (2014년) - 종업원 역
- 《미녀전쟁》 (2013년)
- 《스파이》 (2013년) - 수방사 헬기 조종사 역
- 《렛 미 아웃》 (2013년) - 양익춘 역
- 《48미터》 (2013년) - 보위부원 역
- 《꼭두각시》 (2013년) - 남자 대학생 역
- 《남쪽으로 튀어》 (2013년) - 기자 2 역
- 《강철대오: 구국의 철가방》 (2012년) - 전경 1 역
- 《특수본》 (2010년) - 2팀 한 형사 역
- 《시선》 (2010년)
- 《육혈포 강도단》 (2010년) - 형사 1 역
- 《식객: 김치전쟁》 (2010년) - 편집기사 역
- 《백야행 - 하얀 어둠 속을 걷다》 (2009년) - 오 형사 역
- 《오감도》 (2009년) - 연출부 역
- 《미인도》 (2008년) - 방사 스님 역

### 드라마
- 《실종느와르 M》 (OCN, 2015년) - 형사 역
- 《삼총사》 (tvN, 2014년)
- 《마의》 (MBC, 2012년) - 관군 역
- 《지운수대통》 (TV조선, 2012년) - AS기사 역
- 《로드 넘버원》 (MBC, 2010년) - 김상국 역
- 《아이리스》 (KBS2, 2009년) - 북한 호위요원 역